# St. Katharina (Höllen)

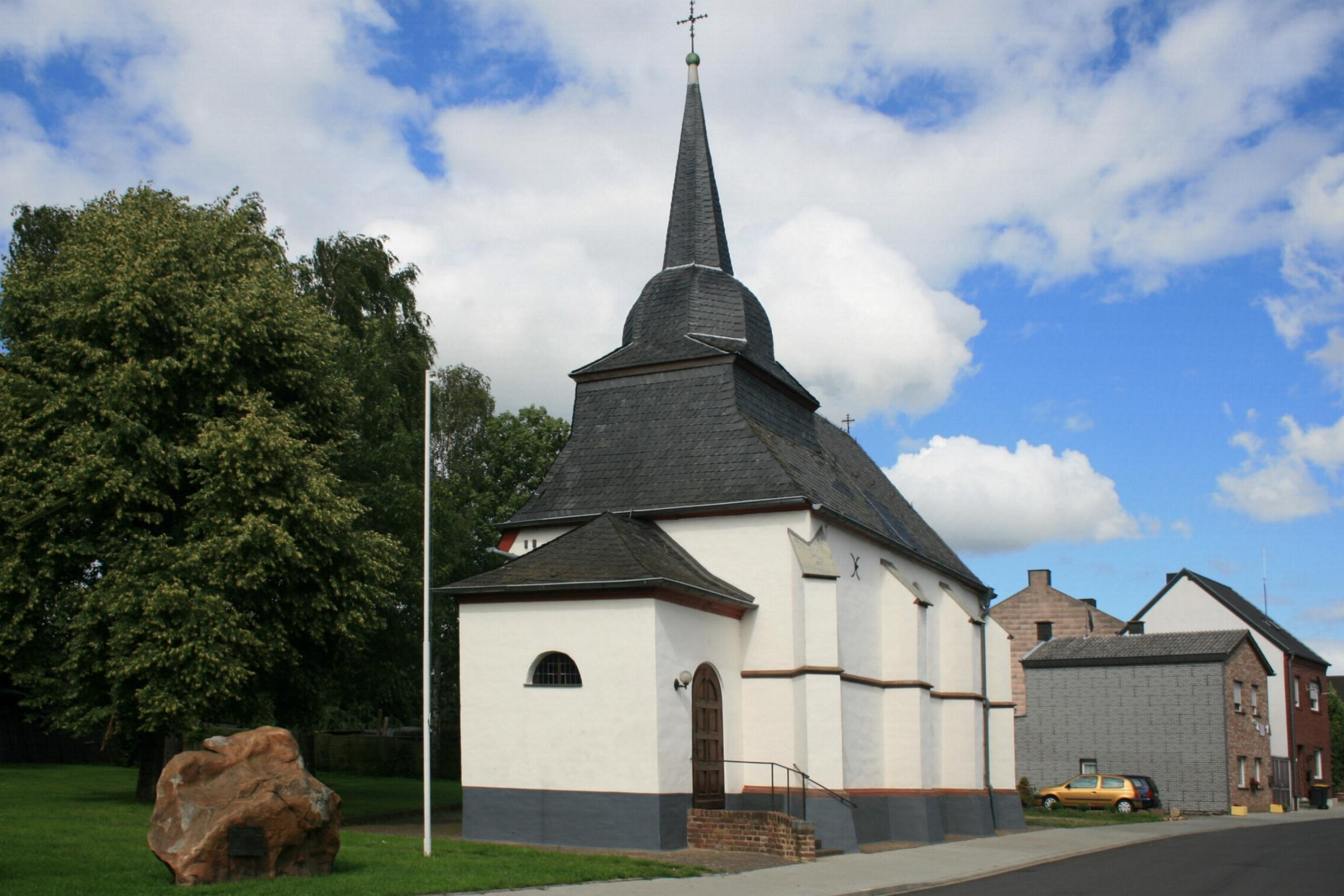
Katharinakapelle in Höllen

St. Katharina ist eine römisch-katholische Kapelle in Höllen, einem Ortsteil der Gemeinde Titz im Kreis Düren in Nordrhein-Westfalen. 
Die Kapelle ist als Baudenkmal unter Nummer 27 in die Denkmalliste der Gemeinde Titz eingetragen und der hl. Katharina von Alexandrien geweiht. Höllen und die Kapelle gehören zur Pfarrei St. Kornelius, Rödingen.

## Geschichte
Die St. Katharina-Kapelle wird erstmals 1405 urkundlich erwähnt. In dieser Urkunde wird sie gleichzeitig mit einem Hospital und einem Gasthaus genannt, welche früher Pilgern als Bewirtungs- und Pflegestätte dienten. Das heutige Höllener Gotteshaus wurde um 1500 im Baustil der Gotik als einschiffige Saalkirche mit dreiseitig geschlossenem Chor errichtet. Im Jahr 1773 wurde das Dach erneuert und gleichzeitig ein neuer Dachreiter mit geschweifter, barocker Haube errichtet. Anfang des 19. Jahrhunderts wurde vor dem Eingang im Westen eine kleine Vorhalle angebaut.

## Baubeschreibung
St. Katharina ist eine gotische, einschiffige und zweijochige Saalkirche mit fünfseitig geschlossenem Chor im Osten und einer rechteckigen, kleineren Vorhalle im Westen. Über dem Westgiebel des Kirchenschiffs erhebt sich der Dachreiter mit barocker Haube. Der Innenraum wird von Kreuzrippengewölben überspannt, die Fenster besitzen zweibahniges Maßwerk der Gotik.

## Ausstattung
In der Kapelle ist eine wertvolle Deckenmalerei aus dem 16. Jahrhundert zu sehen, welche 1959 freigelegt wurde.

## Glocken
Im barocken Dachreiter befinden sich zwei Bronze-Glocken von 1534 und 1983.
| Nr. | Name      | Gussjahr | Gießer                                                 | Durchmesser (mm) | Gewicht (kg, ca.) | Schlagton (HT-1/16) | Inschrift |
| --- | --------- | -------- | ------------------------------------------------------ | ---------------- | ----------------- | ------------------- | --- |
| 1   | Maria     | 1534     | Jan van Trier, Aachen                                  | 678              | 150               | e′′ -5              | + MARIA HEISCHEN ICH JAN VAN TRIER GAUS MICH MDXXXIIII |
| 2   | Katharina | 1983     | Florence Hüesker, Fa. Petit & Gebr. Edelbrock, Gescher | 542              | 130               | fis′′ -6            | S. CATHARINA, VIRGO SUAVIS ET PIA ORA PRO PAROCHO CLEMENS ET FIDELIBUS (Hl. Katharina, liebliche und fromme Jungfrau, bitte für den Pfarrer Clemens und die Gläubigen.) |